# Spirastrellidae
Spirastrellidae is een familie van sponsdieren uit de klasse van de Demospongiae (gewone sponzen). 

## Geslachten
- Diplastrella Topsent, 1918
- Spirastrella Schmidt, 1868